# Acoplamiento molecular

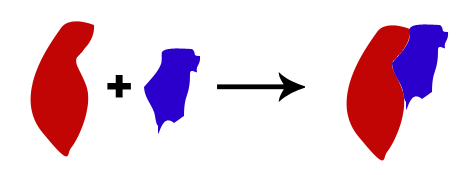
Diagrama que muestra el acoplamiento molecular entre un ligando (molécula más pequeña) con una proteína aceptora (molécula más grande). No obstante, estos acoples no son siempre inflexibles, ya que un acople comúnmente viene seguido de un cambio conformacional

Acoplamiento molecular o Docking (del inglés, anclarse). En el campo del Modelado molecular, este es un método que predice la conformación preferida de una molécula, al estar unida a otra, con el fin de formar un complejo estable. El conocimiento de la orientación preferida a su vez puede ser usada para predecir la fuerza de la asociación o la afinidad de enlace entre dos moléculas, usando por ejemplo, las funciones de puntuación (o funciones de scoring)
La asociación entre moléculas biológicamente relevantes, tales como proteínas, ácidos nucleicos, carbohidratos y lípidos juega un papel central en la transducción de señal. Por tanto, la orientación relativa del dúo interactuante puede afectar el tipo de señal producida (ejemplo, agonismos contra antagonismo). Por lo que el acoplamiento molecular gana importancia al predecir la fuerza y el tipo de señal producida.
El acoplamiento molecular es usado para predecir la orientación del enlace de una molécula pequeña, que serán candidatos a fármacos, con la proteína que será donde ejercerán su acción, con lo que se podrá predecir la afinidad y la actividad de la molécula pequeña. Y es por eso que este método tiene un rol muy importante en el diseño racional de fármacos. Dada la importancia biológica y farmacéutica, se han hecho grandes esfuerzos buscando mejorar el método usado para predecir el acoplamiento molecular

## Definición del problema
Se puede pensar del acoplamiento molecular como algo de "llave-y-cierre", donde lo que interesa conocer la orientación relativa de la "llave" la cual abrirá el "cierre", sobre el cierre, esta la entrada de la llave, en la que se debe girar a la llave luego de insertada, etc). Aquí la proteína se puede ver como el "cierre" y el ligando (molécula que se unirá a la proteína) como la "llave". El acoplamiento molecular puede ser visto como la optimización de un mecanismo, lo cual se describiría como el "mejor encaje" del ligando que se une a una proteína de interés. Sin embargo, tanto el ligando como la proteína son flexibles, tal vez "mano-en-guante" es una analogía que explica esa característica. Durante el proceso, el ligando y la proteína ajusta su conformación para lograr el "mejor encaje" global, y esta clase de ajustes conformacionales resultan en el enlazado global se conoce como "encaje-inducido".
El enfoque de esto es simular computacionalmente el proceso de reconocimiento celular. El objetivo es alcanzar una conformación óptima tanto para la proteína, como para su ligando, haciendo que la orientación entre estos minimice la energía libre.

## Enfoques del acoplamiento molecular
Hay dos enfoques en particular, que son muy populares en la comunidad del "docking". Uno usa la técnica de parejas que describe la proteína y el ligando como superficies complementarias. El segundo enfoque simula el proceso mismo de acoplamiento en el que las energías de interacción en el apareamiento proteína-ligando son calculadas. Ambos enfoques tienen ventajas significativas tanto como sus limitantes.

### Complementariedad de forma
Una complementariedad geométrica es un método que describe la proteína y el ligando como un conjunto de rasgos que los hace acoplables. Estos rasgos pueden incluir la superficie molecular, o descriptores de la complementariedad de la superficie. En este caso, la superficie del receptor molecular es descrita en términos de su área superficial de accesibilidad-solvente y la del ligando es descrita en sus términos de descripción a su ajuste a la superficie. La complementariedad entre ambas superficies se suma a la descripción de su compatibilidad que puede ayudar a encontrar la pose complementaria en el acoplamiento con la molécula que es el objetivo del ligando con quien esperamos que se una.
Otra enfoque es el describir sus rasgos hidrofóbicos de la proteína usando giros en los átomos de la cadena principal. Otro enfoque más es el de usar la técnica descriptora de la figura de Fourier.
Al mismo tiempo que los enfoques que se basan en la complementariedad de forma son normalmente rápidas y robustas, no pueden modelar los movimientos dinámicos y cambios conformacionales en el complejo proteína-ligando de manera precisa, aunque desarrollo reciente les ha permitido a estos métodos investigar la flexibilidad del ligando. Estos métodos pueden escanear rápidamente muchísimos ligandos en cuestión de segundos y lograr deducir si se pueden unir al sitio activo de la proteína, e incluso pueden hacer la escala de la interacción proteína-proteína. También son mucho más flexible a los enfoques farmacóforos, ya que usando las descripciones geométricas de los ligandos para encontrar el enlace óptimo.

### Simulación
La simulación del procedimiento de acoplamiento como tal, es un proceso muy complicado. En este enfoque, la proteína y el ligando están separados por una distancia física, y el ligando encuentra su posición en el sitio activo de la proteína luego de un cierto número de "movimientos" en su espacio conformacional. Los movimientos incorporan al cuerpo rígido transformaciones tales como el traslado y rotaciones. Cada uno de estos movimientos, en el espacio conformacional del ligando, induce un costo energético al sistema, y por tanto después de cada movimiento, se calcula la energía total del sistema. La ventaja obvia de este método es más fácil incorporar la flexibilidad del ligando en el modelado mientras que la complementariedad de forma tiene que usar unos métodos muy ingeniosos para incorporar la flexibilidad en los ligandos. Otra ventaja es que su proceso es físicamente más cercano a lo que sucede en realidad, cuando la proteína y el ligando se acercan luego del reconocimiento molecular. 
Un claro inconveniente de esta técnica es que se lleva más tiempo el evaluar la pose óptima de enlace ya que tienen que explorar un muy amplio rango de energía. Sin embargo, en técnicas basadas en rejillas tanto como en métodos de optimización rápida han mejorado mucho estos problemas.

## Mecanismos del acoplamiento molecular
Para hacer un examen del acoplamiento, primero se necesita la estructura de la proteína. Normalmente la estructura ha sido determinada usando una técnica biofísica como la cristalografía de rayos X, o menos frecuente, una Espectroscopia de resonancia magnética nuclear. La estructura de esta proteína y la base de datos de ligandos potenciales sirven como los valores a ingresar en el programa que calcula el acoplamiento. El éxito del programa depende de dos factores: el algoritmo de búsqueda y la función de puntuación.

### Algoritmo de búsqueda
El algoritmo de búsqueda consiste en la búsqueda espacial de todas las conformaciones y orientaciones posibles que puede haber en el conjunto proteína-ligando. Con los actuales recursos computacionales, es imposible explorar de manera intensiva la búsqueda del espacio, sería necesario enumerar todas las posibles distorsiones de cada molécula (las moléculas son muy dinámicas y existen en un conjunto de estado) y todas las posibles rotaciones y traslados de orientación del ligando relativo a la proteína a un dado nivel de granularidad.
La mayoría de los programas de acoplamiento toman en cuenta la flexibilidad del ligando, y de muchos intentan modelar una proteína aceptora flexible. A cada "captura" se le refiere como pose. Hay muchas estrategias para muestrear la búsqueda de espacio, algunos ejemplos
- Uso de un simulador de grano grueso molecular para proponer poses energéticamente viables.
- Uso de una "combinación linear" de múltiples estructuras determinadas por la misma proteína para emular la flexibilidad del receptor.
- Uso de un algoritmo genético para "evolucionar" nuevas poses que consecutivamente va representando cada vez más una interacción en el enlace más favorable.

### Función de puntuación
La función de puntuación toma una pose como dato a introducir y entrega un número indicando si la interacción puede ser favorable.
La mayoría de las funciones de puntuación están basadas en la mecánica de la física molecular por campos de fuerza que estiman la energía de la pose; baja (negativa) energía indica un sistema estable y, por tanto, con una posibilidad mayor a que así se dé la interacción. Un enfoque alternativo es derivar el potencial estadístico para interacciones de una amplia base de datos de complejos proteína-ligando, tales como Protein Data Bank, y evaluar el encaje de la pose según este potencial que se dedujo.
Hay un gran número de estructuras de la Cristalografía de rayos X para complejos de proteínas y ligando de mucha afinidad, pero comparando pocos para ligandos de poca afinidad como los complejos que tienden a ser menos estables y, por tanto, más difíciles de cristalizar. Las funciones de puntuación registradas con esta información pueden acoplar ligandos de mucha afinidad de manera correcta, pero también darán un acoplamiento convincente a los ligandos que no enlazan. Esto da un gran número de marcas positivas que son falsas, digamos, un ligando que se predice que enlaza con una proteína cuando en realidad no lo hacen estando una vez juntos en un tubo de ensayo.
Una forma de reducir el número de marcas positivas que son falsas, es recalculando la energía de las poses puntuadas como máximas, usando técnicas (potencialmente) más precisas, pero computacionalmente más intensivas, tales como el método de Nacimiento generalizado o métodos de Poisson-Boltzmann.

## Aplicaciones
Una interacción de enlace entre ligando y una proteína enzimática pueden resultar en la activación o la inhibición de la enzima. Si la proteína es un receptor, el resultado del enlace con el ligando puede resultar en un agonismo o antagonismo. El acoplamiento celular es usado en el campo de diseño de fármacos, la mayoría de los fármacos son pequeñas moléculas orgánicas.
- Identificador de enlace - el acoplamiento junto a las funciones de puntuación puede ser usada para encontrar rápidamente grandes bases de datos con fármacos in silico potenciales, para identificar las moléculas que tienen la mayor probabilidad de enlazar a la proteína de interés (véase ensayo virtual
- Optimización dirigida – el acoplamiento molecular puede ser usado para predecir donde y en que orientación relativa el ligando enlazara con la proteína (también referido como modo de enlace). Esta información puede y usarse para diseñar análogos más potentes y selectivos
- Biorremediación – El acoplamiento proteína-ligando puede ser usado para predecir contaminante que pueden ser degradados por enzimas.[12]